# Смирнов, Алексей Петрович
Алексе́й Петро́вич Смирно́в (29 мая (10 июня) 1899 года, Москва — 10 марта 1974 года, Москва) — советский историк и археолог, специалист в области финно-угорской и булгарской археологии. Доктор исторических наук, профессор МГУ. Заместитель директора Государственного исторического музея и Института археологии АН СССР. Участник Первой мировой и Великой Отечественной войн.  Заслуженный деятель науки Чувашской АССР и Татарской АССР. Член редколлегии и заместитель главного редактора журнала «Советская археология».

## Биография
Родился в 1899 году в семье адвоката. Окончил реальное училище в 1916 году, после чего был призван в армию. В 1922 году поступил в МГУ на археологическое отделение факультета общественных наук. Руководителем последнего в то время был известный археолог В. А. Городцов, одним из преподавателей — профессор Ю. В. Готье. Считается, что оба они оказали большое влияние на А. П. Смирнова.
После окончания МГУ в 1926 году поступил в аспирантуру отдела археологии Института археологии и искусствознания Российской ассоциации научно-исследовательских институтов общественных наук. В 1929 году защитил кандидатскую диссертацию на тему «Археология прикамских финнов в X-XIV вв».
В 1931 году родился сын Кирилл.
В 1944 году защитил докторскую диссертацию на тему «Волжские булгары».
С 1951 года профессор МГУ.

## Археологические экспедиции
В 1924—1937 годах руководил работами археологических экспедиций в Московской и Ивановской областях, Краснодарском крае (Фанагория), в Коми и Удмуртии (городища Иднакар, Сабанчикар, Дондыкар, Кушманское, могильники Бигер-Шай, Вужшай, Чемшай).
В начале 1930-х годов Смирнов вывез из села Гордино, где находился в своей третьей экспедиции в Удмуртии, надгробье мусульманина из Волжской Булгарии (более северного такого памятника в России не найдено до сих пор) за что чуть было не получил реальный уголовный срок, но отделался лишь допросом в ОГПУ и временным отстранением от руководства экспедициями.
С 1933 года руководитель Суварской археологической экспедиции.
В 1938 года — работы в г. Болгар, ставшие основой для известных работ А. П. Смирнова по Волжской Булгарии.
1950 - 1957 годы — Руководитель Куйбышевской археологической экспедиции.
1959 год — экспедиции по изучению золотоордынских городов.

## Награды
- орден Трудового Красного Знамени (27.03.1954)

## Основные работы
Автор более 70 научных трудов, в том числе:
- Смирнов А. П. Очерки по истории волжских булгар // Труды Государственного исторического музея. — М., 1940. — Вып. XI. — С. 55—136.
- Смирнов А. П. Древняя история чувашского народа до монгольского завоевания. — Чебоксары, 1948.
- Смирнов А. П. Археологические памятники на территории Марийской АССР и их место в материальной культуре Поволжья. — Козьмодемьянск, 1948.
- Смирнов А. П. Русский элемент в культуре волжских булгар // Историко-археологический сборник. — М., 1948. — С. 93—110.
- Смирнов А. П. Волжские Булгары / Государственный исторический музей. — М.: Изд. ГИМ, 1951.
- Смирнов А. П. Очерки по древней и средневековой истории народов Среднего Поволжья и Прикамья. — М.: Издательство АН СССР, 1952. — (Материалы и исследования по археологии СССР, № 28).
- Смирнов А. П. Основные этапы истории города Болгара и его историческая топография // Труды Куйбышевской археологической экспедиции. Т. I. (Материалы и исследования по археологии СССР, № 42)}. — М.: Издательство АН СССР, 1954.
- Смирнов А. П. Некоторые вопросы средневековой истории Поволжья. — Казань, 1957.
- Смирнов А. П. Железный век Башкирии // Культура древних племён Приуралья и Западной Сибири (Материалы и исследования по археологии СССР, № 58). — 252 с.  / отв. ред. Н. Я. Мерперт. — М.: Издательство АН СССР, 1957. — С. 5—113.
- Смирнов А. П. Железный век чувашского Поволжья. — М.: Издательство АН СССР, 1961. — (Материалы и исследования по археологии СССР, № 95).
- Смирнов А. П. Городецкая культура. М., 1965.
- Смирнов А. П. Скифы. — М.: Наука, 1966. — 200 с. — (Из истории мировой культуры). — 47 000 экз.